# До маяка
«До маяка» (англ. To the Lighthouse) — п'ятий роман англійської письменниці Вірджинії Вулф, написаний у 1927. Поруч з «Місіс Делловей»  є найвідомішим твором авторки.

## Опис
У центрі роману два візити сім'ї Ремзі у свій заміський маєток на острові Скай у Шотландії у 1910 і 1920. «До маяка» наслідує і поширює традицію літератури модернізму Марселя Пруста і Джеймса Джойса, де сюжет відходить на другий план, поступаючись місцем філософському самоаналізу. Використовується техніка «потік свідомості».
У 1998 книга потрапила у перелік «100 найкращих романів Modern Library». Книгу було екранізовано 23 березня 1983.

## Сюжет
Роман складається з 3-х частин: «Вікно», «Минає час», «Маяк».

### Вікно
Історія починається в літньому будинку родини Ремзі на острові Скай у Шотландії. Містер і місіс Ремзі, їхні восьмеро дітей та кілька гостей проводять час разом. Наймолодший син, Джеймс, мріє відвідати маяк, що знаходиться неподалік, але його батько, містер Ремзі, відмовляє йому, стверджуючи, що погода не дозволить. Це підкреслює раціональний і часто песимістичний характер містера Ремзі, який різко контрастує з теплом і ідеалізмом місіс Ремзі. Джеймс починає відчувати глибоку образу на батька за цю суворість.
Місіс Ремзі стає центральною фігурою цього розділу. Вона випромінює доброту і гармонію, впливаючи на всіх навколо. Вона опікується гостями, заспокоює дітей і навіть намагається організувати шлюб між двома відвідувачами – Полом Рейлі та Мінтою Дойл. Водночас містер Ремзі бореться зі своїм страхом бути забутим як інтелектуал і потребує постійного заспокоєння від дружини, яка, хоча і втомлюється від цього, все ж підтримує його.
Серед гостей також є Лілі Бріско, молода художниця, яка намагається створити картину. Вона бореться зі своїми сумнівами щодо мистецтва та зі стереотипами, які вимагають від жінок виходити заміж замість того, щоб займатися творчістю. Лілі захоплюється впливом місіс Ремзі, але водночас ставить під сумнів традиційні гендерні ролі.
Кульмінацією цього розділу стає вечірка, яку організовує місіс Ремзі. Вечеря стає символічним моментом єднання і напруження між персонажами. Вона розкриває їхні внутрішні конфлікти: потребу містера Ремзі в увазі, тиху владу місіс Ремзі та дрібні розбіжності між гостями. Для місіс Ремзі цей вечір – короткочасна перемога людської гармонії над неминучим плином часу.

### Минає час
Цей розділ передає скороминучість часу та поступову руйнацію літнього будинку. Після від’їзду Ремзі будинок занепадає, і природа поступово його захоплює. Розпочинається Перша світова війна, що приносить горе родині: син Ендрю гине, а дочка Пру вмирає під час пологів. Мінта Дойл втрачає свого нареченого Пола Рейлі. Ці трагедії описуються стисло й беземоційно, що підкреслює неминучість людських втрат.
Смерть місіс Ремзі стає важливим переломним моментом. Її відсутність залишає емоційну порожнечу в сім’ї та серед тих, хто її знав. Літній будинок, покинутий і мовчазний, стає символом втрати і невблаганного ходу часу.

### Маяк
Через кілька років залишки родини Ремзі повертаються до літнього будинку. Містер Ремзі разом із Джеймсом і дочкою Каміллою вирушає в давно заплановану подорож до маяка. Ця подорож сповнена напруження: Джеймс досі відчуває образу на батька, але під час подорожі він знаходить деяке примирення і навіть розуміння.
У цей час Лілі Бріско повертається до свого полотна. Вона знову береться за роботу над картиною, розмірковуючи над впливом місіс Ремзі і над тим, як створити порядок у хаосі життя через мистецтво. У фінальний момент вона завершує свій твір рішучим мазком, досягаючи художнього і духовного прозріння.
Роман завершується відчуттям завершеності: подорож до маяка, що колись здавалася недосяжною, стає реальністю, а Лілі завершує свою картину. Ці досягнення символізують крихку, але значущу перемогу над часом і втратою.

## Переклади українською
- Вулф В. До маяка / переклад з англ. Юлії Герус. — К.: Знання, 2017. — 239 с. (English Library (книжкова серія). ISBN 978-617-07-0557-0